# Heinrich Ahlburg
Heinrich Karl Friedrich Ahlburg (* 20. August 1816 in Oker; † 23. Februar 1874 in Braunschweig) war ein deutscher Architekt, herzoglich braunschweigischer Baubeamter und Hochschullehrer.

## Leben und Wirken
Heinrich Ahlburg wurde 1816 in Oker als Sohn des gleichnamigen Messing-Schabemeisters geboren. Er besuchte die Bergschule Clausthal und studierte anschließend Architektur an der Bauakademie München. Nachfolgend war er Bau-Eleve in Braunschweig, ab 1847 Baukondukteur und dann Baubeamter in Holzminden. An der dortigen Baugewerkschule war er als Lehrer tätig. Ahlburg wechselte 1851 als Hilfslehrer im Baufach an das Braunschweiger Collegium Carolinum, wo er 1854 zum Professor ernannt wurde. Er unternahm 1856 eine Studienreise, die ihn an die Polytechnische Schule Dresden und das k.k. Polytechnische Institut Wien führte. Im Vorfeld der von ihm geleiteten Restaurierung der Klosterkirche Riddagshausen erforschte und publizierte er 1857 deren Baugeschichte.
Von 1862 bis 1872 war Ahlburg Mitglied des Direktoriums des Collegium Carolinum, das 1862/1863 in Polytechnische Schule Braunschweig umbenannt wurde. Er gehörte von 1872 bis 1874 dem Vorstand der Fachschule für Bau- und Ingenieurwesen an. Ahlburg war Träger des Ordens Heinrichs des Löwen.
Heinrich Ahlburg starb im Februar 1874 im Alter von 57 Jahren in Braunschweig.

## Bauten (Auswahl)
- 1856–1883 Restaurierung der Klosterkirche Riddagshausen
- 1857: Zuckerfabrik in Barum bei Salzgitter
- 1858–1859: Oberleitung beim Bau der Zuckerraffinerie Braunschweig
- 1859–1861: technischer Leiter beim Bau des Herzoglichen Hoftheaters in Braunschweig

## Schriften
- Die Klosterkirche zu Riddagshausen. In: Zeitschrift für Bauwesen, Jg. 7, 1857, Sp. 543–552 (Digitalisat auf digitale-sammlungen.de, abgerufen am 22. Januar 2023) und Atlas, Bl. 65–67 (Digitalisat auf digitale-sammlungen.de, abgerufen am 22. Januar 2023).
- Der Straßenbau mit Einschluss der Konstruktion der Straßenbrücken. Lehrbuch für den Unterricht an technischen Lehranstalten. Braunschweig 1870.